# 白根村 (新潟県)
白根村（しろねむら）は、かつて新潟県西蒲原郡にあった村。1901年11月1日の新設合併によって消滅し、現在は新潟市南区の一部となっている。
以下の記述は合併直前当時の旧白根村に関しての記述であり、現在では名称等が異なる場合がある。なお、ここに記述されていない内容に関しては新潟市などの記事を参照。

## 概要
戦国時代から1901年（明治34年）まであった村。1590年（天正18年）から1597年（慶長2年）ごろに直江兼続が行った中ノ口川分流工事の際に村が左岸と右岸に分断されたと伝えられ、左岸側を西白根と称した。

## 沿革
- 1889年（明治22年）4月1日 - 町村制施行に伴い西蒲原郡白根村が村制施行し、白根村が発足。
- 1901年（明治34年）11月1日 - 西蒲原郡味方村、七穂村と合併し、味方村を新設して消滅。大字白根となる。